# Dunhill
Dunhill — марка сигарет, производимых компанией British American Tobacco с 1907 года. Различие всех видов этой продукции состоит в разных степенях крепости.

## История
Альфред Данхилл — основатель династии предпринимателей, открывший свой табачный магазин в 1907 году. Ныне компания разделена на две составляющие — марка Dunhill, занимающаяся табаком, и Alfred Dunhill, выпускающая роскошную одежду, часы и аксессуары. До 1982 года компанией выпускались сигары и папиросы. Эта продукция все еще выпускается и её ассортимент доступен во многих странах.
Сигареты Dunhill поставлялись в королевский двор Англии с 1927 по 1995 год.
С 1939 года в США бренд был представлен компанией «Philip Morris USA», которая арендовала маркетинговые права, а с 1962 года бренд представляла компания «Dunhill International».